# Omen (amerykański zespół muzyczny)
Omen – heavymetalowa grupa powstała w Los Angeles w 1983 roku. Obecnie uważana jest za jeden z najbardziej wpływowych zespołów metalowych ze Stanów Zjednoczonych. Teksty Amerykańców dotyczą głównie wojny, bohaterstwa, ale także normalnego metalowego życia. 27 września 2008 roku Omen po raz pierwszy w swojej ponad dwudziestoletniej karierze przybył do Polski, aby jako główna gwiazda wystąpić na HardRocker festival. Festiwal odbył się w Bielsku-Białej, w klubie "Rudeboy".

## Muzycy

### Obecny skład
- George Call -śpiew
- Kenny Powell - gitara
- Scott Clute - gitara basowa
- Danny White - perkusja

### Byli muzycy

#### Śpiew
- J.D. Kimball
- Coburn Pharr
- Kevin Goocher
- Greg Powell (również gitara)
- Matt Storey

#### Gitara basowa
- Andy Haas
- Jody Henry
- Glenn Malicki

#### Perkusja
- Steve Wittig
- Cam Daigneault
- Rick Murray
- Danny White

## Dyskografia

### Albumy studyjne
- 1984 Battle Cry
- 1985 Warning Of Danger
- 1986 The Curse
- 1988 Escape to Nowhere
- 1997 Reopening The Gates
- 2003 Eternal Black Dawn

### Minialbumy
- 1987 Nightmares
- 1998 Battle Anthems

### Albumy "live"
- 2008 Into The Arena : 20 Years Live

### Kompilacje
- 1989 Teeth Of The Hydra

### Boxy
- 2003 20th Anniversary Boxset